# Estoy enamorado (canción de Wisin & Yandel)
«Estoy enamorado» es una canción interpretada por el dúo de reguetón Wisin & Yandel. Es el primer sencillo del álbum La revolución: Live 
lanzada el 12 de julio de 2010 y disponible en descarga digital el 27 de julio de 2010.

## Video musical
Un video musical fue filmado en el desierto de Los Ángeles, fue dirigido por el director de videos musicales Jessy Terrero. El video de este tema fue estrenado el 19 de agosto. En él se muestra una historia, en la que una pareja es separada por las leyes migratorias del estado de Arizona. Wisin & Yandel muestran su inconformidad al final del video mostrando la siguiente nota:
“Creemos en la protección de los derechos de todo ser humano. La Ley SB1070 representa una violación de esos derechos y una injusticia contra la integridad de nuestras comunidades. En nuestra unión esta la fuerza. Unámonos. Recuerda en este mundo todos somos iguales!”

## Remezcla
La remezcla de esta canción, será con el cantante regional Larry Hernández, en esta remezcla se cambia de versión, diferente sonido. El video de esta versión fue grabado al mismo tiempo que la versión original en la ciudad de Los Ángeles en el mes de junio de 2010.

## Reedición
Este tema musical ha sido reeditado por el cantante dominicano Omega "El Fuerte", aunque en otro estilo diferente. La misma canción que interpreta Omega es una fusión entre dos géneros musicales entre merengue y Blues.